# Barrio Colegiales
Colegiales är en del av en befolkad plats i Argentina.   Den ligger i provinsen Buenos Aires, i den centrala delen av landet, i huvudstaden Buenos Aires. Colegiales ligger 27 meter över havet och antalet invånare är 57 000.
Terrängen runt Colegiales är mycket platt. Havet är nära Colegiales åt nordost. Runt Colegiales är det mycket tätbefolkat, med 10 000 invånare per kvadratkilometer.. Närmaste större samhälle är Buenos Aires, 7,9 km sydost om Colegiales. 
Runt Colegiales är det i huvudsak tätbebyggt.